# Maksim Majorow
Maksim Olegowicz Majorow, ros. Максим Олегович Майоров (ur. 26 marca 1989 w Leninogorsku) – uzbecko-rosyjski hokeista.

## Kariera
- Ak Bars 2 Kazań (2005-2008)
- Nieftianik Leninogorsk (2006-2007)
- Nieftianik Almietjewsk (2006-2007)
- Ak Bars Kazań (2007-2008)
- Columbus Blue Jackets (2008-2012)
  -  Syracuse Crunch (2008-2010)
  -  Springfield Falcons (2010-2012)
- Ak Bars Kazań (2012)
- Atłant Mytiszczi (2012-2014)
- Dinamo Moskwa (2014-2015)
- Saławat Jułajew Ufa (2015-2020)
- Spartak Moskwa (2020)
- Traktor Czelabińsk (2020-2021)

Wychowanek Ak Barsa Kazań. Następnie od 2008 zawodnik amerykańskiego klubu Columbus Blue Jackets, który w 2007 wybrał go w drafcie NHL. W tym czasie występował także w zespołach farmerskich tego klubu. Od maja 2012 ponownie związany z Ak Barsem Kazań, w którym jednakże w sezonie KHL (2012/2013) nie rozegrał meczu i 24 września 2012 roku trafił do Atłanta Mytiszczi. W kwietniu 2013 roku przedłużył kontrakt o dwa lata. Od grudnia 2014 zawodnik Dinama Moskwa. Od listopada 2015 zawodnik Saławatu. Odszedł z klubu wiosną 2020. Pod koniec października 2020 trafił do Spartaka Moskwa na zasadzie umowy próbnej. Tam pod koniec listopada 2020 podpisał kontrakt. Zwolniony w połowie grudnia 2020. Pod koniec grudnia 2020 został zawodnikiem Traktora Czelabińsk. Z końcem kwietnia 2021 odszedł z klubu.

## Sukcesy
Indywidualne
- Sezon AHL 2009/2010: najlepszy zawodnik tygodnia (11 kwietnia 2010)